# غومر
غومر (بالعبرية: גֹּמֶר‏) هو أحد أولاد يافث بن نوح والذي تنسب إليه الشعوب الأوروبية الحالية مثل الألمان والطليان، وقد نُسِبَ الكيميريون الذين أقاموا جنوب روسيا والقوقاز إليه.

## نسبه
هو غومر بن يافث بن نوح بن لامك بن متوشلخ بن إدريس بن يرد بن ميهلائيل بن قينان بن أنوش بن شيث بن آدم أبو البشر.

## شعوب تنسب إليه
ينسب الكيميريون له وهم شعب سكن جنوب روسيا الحالية وسكنوا منطقة القوقاز وكذلك البلوش وهم إحدى شعوب يافث وسكنوا جبال زاغروس. وينسب جميع الشعوب الناطقة باللغة التركية لغومر وفقا لسجلات الخزر.